# Kalasantinerkirche St. Josef

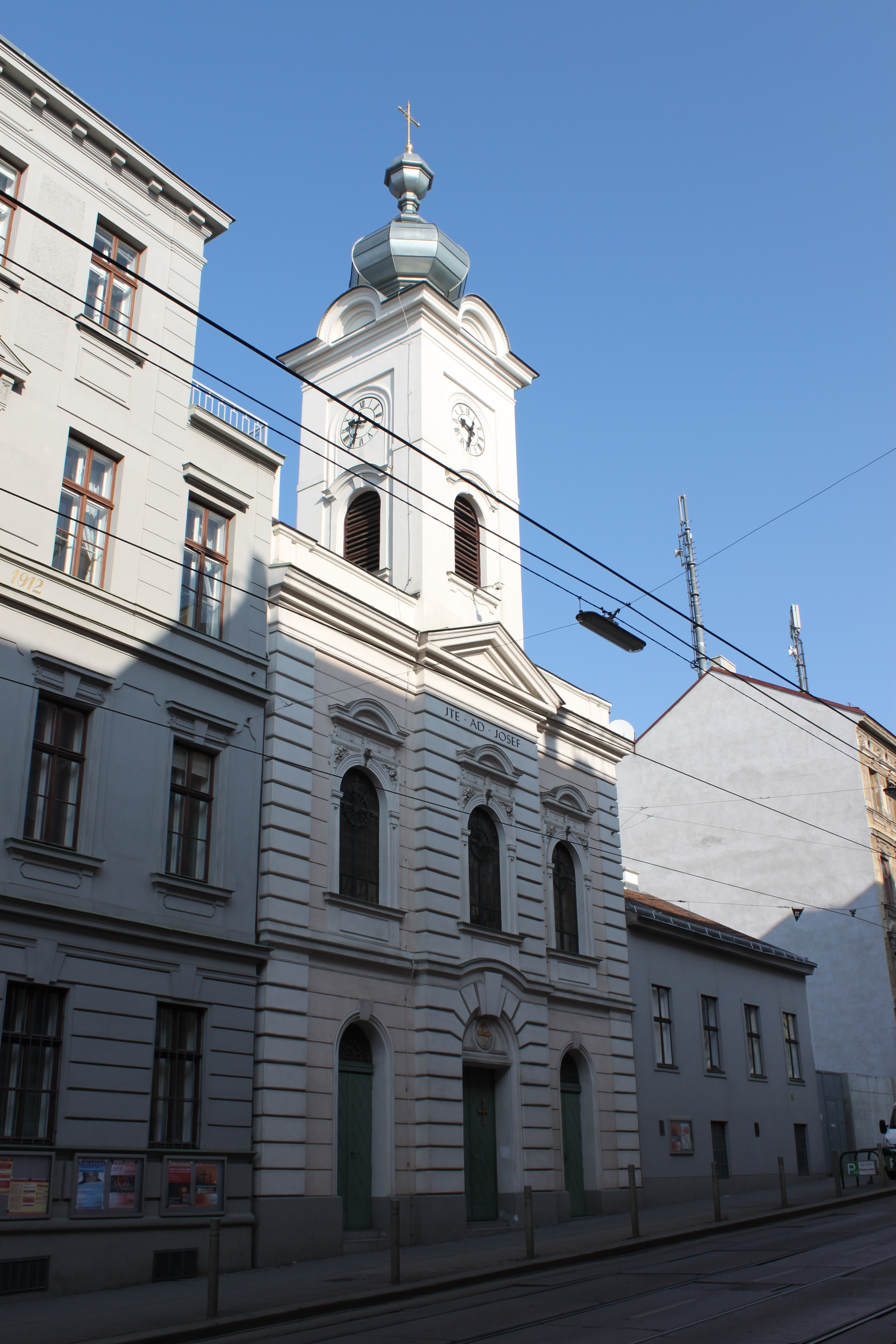
Kalasantinerkirche St. Josef

Die Kalasantinerkirche St. Josef ist eine römisch-katholische Pfarrkirche im 14. Wiener Gemeindebezirk Penzing in der Reinlgasse 25. Sie ist dem hl. Josef, dem Nährvater Jesu geweiht. Kirche und Pfarre gehören zum Stadtdekanat 15 der Erzdiözese Wien.

## Geschichte
Die Kirche St. Josef wurde im Jahr 1897 geweiht, als mit dem Kalasantiner-Ordenshaus in der Reinlgasse eine weitere Niederlassung dieses Ordens  eröffnet wurde. Erster Rektor des Hauses war P. Wenzel Siman. 1912 wurde die Kirche vergrößert und dem einstöckigen Klostergebäude noch zwei weitere Stockwerke mit einem großen Theatersaal hinzugefügt.
Im Jahr 1935 wurde St. Josef zur eigenständigen Pfarre erhoben, auf deren Gebiet über 24.000 Menschen lebten.
Während der NS-Zeit wurde das Haus bis auf wenige Räume durch die Machthaber beschlagnahmt, darüber hinaus brachte der Einsatz der Kalasantiner diesen ab 1938 viele Konflikte mit dem NS-Regime. Der damalige Pfarrer P. Heinrich Wagner wurde des Öfteren von der Gestapo verhaftet, Dr. Jakob Kastelic, Laienführer der Kalasantinervereine, wurde 1944 nach vierjähriger  KZ-Haft hingerichtet.
Am 5. April 1945 wurde die Kirche durch einen Bombentreffer schwer beschädigt, konnte jedoch ein Jahr später als erste nach dem Zweiten Weltkrieg wiederaufgebaute Kirche neu geweiht werden.
Zwischen 1975 und 1984 beherbergte das Klostergebäude in der Reinlgasse zusätzlich das Ordensnoviziat- und Klerikat des Kalasantinerordens. Mitte der 1980er Jahre erhielt die Kalasantinerkirche St. Josef ihre durch Friedrich Heftner errichtete Orgel, die über zwei Manuale und Pedal verfügt. Von 1995 bis 1997 wurde die Kirche einer Renovierung unterzogen und neu gestaltet.

## Orgel

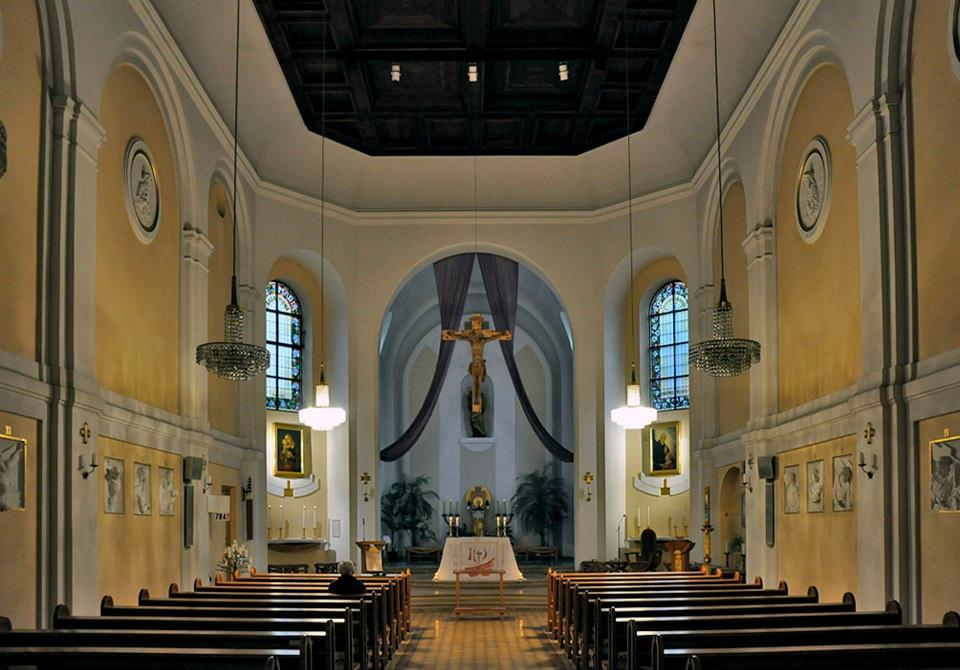
Blick zum Chor

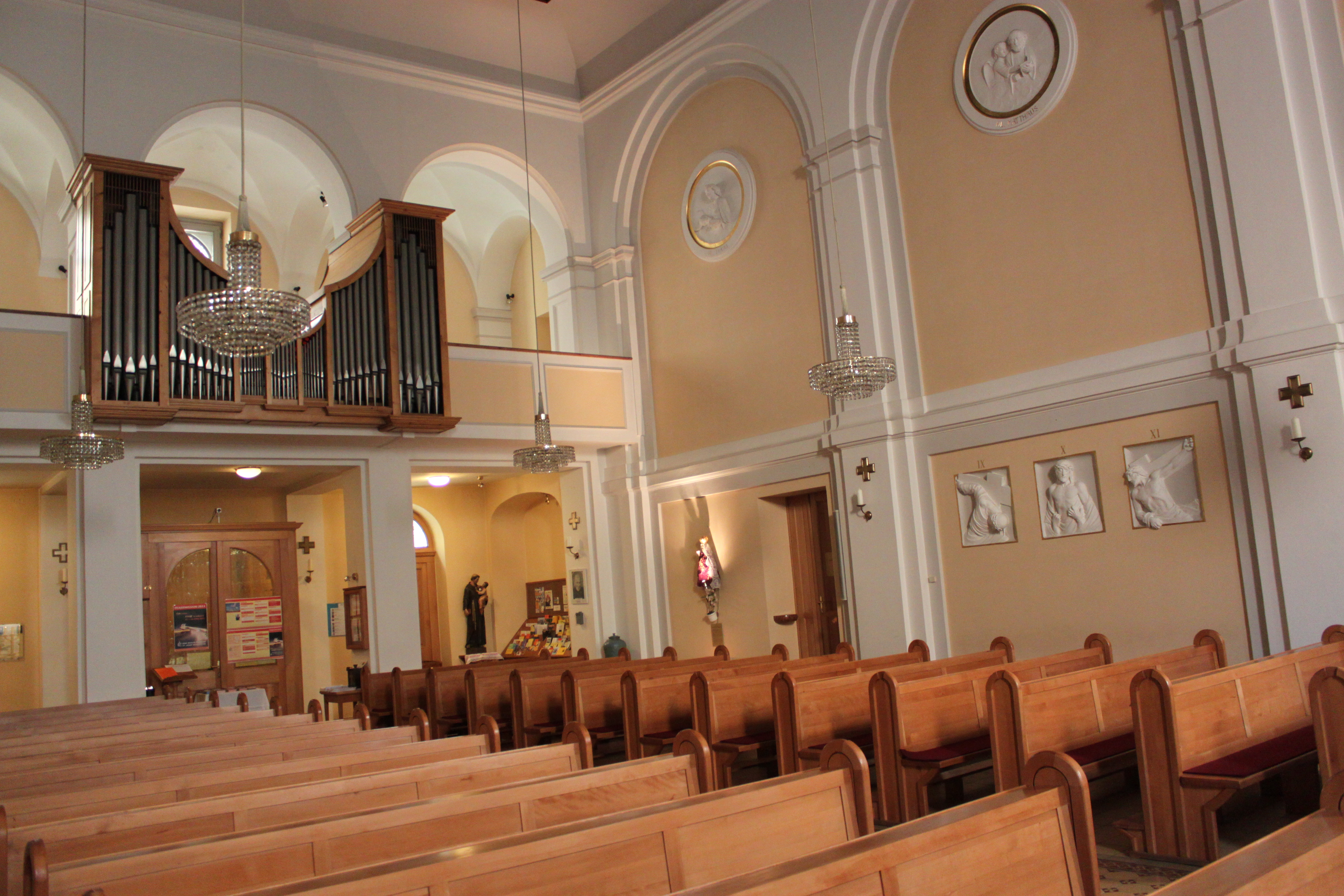
Innenraum mit Blick auf die Orgel

Die Orgel wurde 1984 von dem Orgelbauer Friedrich Heftner erbaut. Das Schleifladen-Instrument hat 13 Register auf zwei Manualen und Pedal. Die Spiel- und Registertrakturen sind mechanisch.
| I Hauptwerk C–f3 |            |       |
| 1.               | Prinzipal  | 8′    |
| 2.               | Rohrflöte  | 8′    |
| 3.               | Oktave     | 4′    |
| 4.               | Blockflöte | 4′    |
| 5.               | Schwiegel  | 2′    |
| 6.               | Mixtur     | 1 ⁄3′ |

| II Brustwerk C–f3 |           |       |
| 7.                | Gedeckt   | 8′    |
| 8.                | Flöte     | 4′    |
| 9.                | Prinzipal | 2′    |
| 10.               | Quinte    | 1 ⁄3′ |
| 11.               | Piccolo   | 1′    |

| Pedalwerk C–f1 |          |     |
| 12.            | Subbaß   | 16′ |
| 13.            | Oktavbaß | 8′  |

- Koppeln: II/I, I/P, II/P